# Emmanuelle Rivassoux
Emmanuelle Rivassoux, née le 16 septembre 1980 à Salon-de-Provence,,, est une décoratrice d'intérieur et une animatrice de télévision française.

## Biographie

### Jeunesse, formation et débuts
Originaire du Var,,, Emmanuelle Rivassoux est fille de boulanger et grandit dans le sud de la France. Son intérêt pour la décoration d'intérieur se développe dès son enfance, au gré de nombreux déménagements.
À l'âge de 18 ans, après avoir décroché son baccalauréat ES, elle intègre l'école supérieure des arts appliqués Créapole à Paris.
Elle décroche subséquemment son diplôme en architecture d'intérieur et design mobilier/luminaire.
À la suite de cela, la décoratrice et architecture d'intérieur intervient pendant une dizaine d'années auprès de particuliers.

### Carrière télévisuelle et diversification
Elle fait ses débuts à la télévision sur NRJ Paris où elle prend part au programme Paris style, qui traite du design, de la décoration et de l’art de vivre,.
À partir de 2014, Emmanuelle Rivassoux intervient dans l'émission Maison à vendre sur M6. Elle y évolue au côté de Stéphane Plaza en tant qu'une des décoratrices d'intérieur du programme, embellissant des biens immobiliers en vue de leur vente.
En 2015, on la retrouve également dans l'émission Un Grand Rêve sur Gulli.
En 2017, elle est sollicitée en compagnie de Sophie Ferjani pour animer l'émission Redesign : sauvons les meubles !,.
Sa carrière télévisuelle continue de se développer en 2019, puisqu"on la retrouve dans deux nouvelles émissions, à savoir Mon invention vaut de l’or, et à partir de juin dans Mieux chez soi.
En 2020, elle est candidate aux Reines du shopping sur M6 aux côtés de Julie Zenatti, Hapsatou Sy, Roselyne Bachelot et Julia Vignali où elle défend l'association Sauve ton bourbon et Cie.
Sa notoriété lui permet de se diversifier en devenant ambassadrice de différentes marques, en lançant sa ligne de papiers peints,, et en animant des conférences,. Elle est aussi l'autrice d'un livre paru en 2022 et titré Mon Book Déco.
Fin 2022, elle intègre avec Stéphane Plaza l'émission Rénovation surprise, du changement à la maison sur Gulli.
En mars 2023, Emanuelle Rivassoux annonce qu'elle quitte Maison à vendre après 9 années passées au sein du programme. En fin d'année, elle déclare travailler sur un projet de système constructif autoporteur en lien avec l'habitat écologique.

## Vie privée
Emmanuelle Rivassoux est mariée avec Gilles Luka, chanteur, auteur-compositeur-interprète et producteur de musique, ayant été notamment DJ et leader du groupe Ocean Drive,.

## Émissions
- 2014-2023 : Maison à vendre présentée par Stéphane Plaza (M6) : décoratrice d'intérieur
- 2015 : Un Grand Rêve (Gulli)
- 2017 : Redesign :  sauvons les meubles ! (M6) : animatrice
- 2019 : Mon invention vaut de l’or (M6)
- À partir de 2019 : Mieux chez soi animé par Stéphane Plaza (M6)
- 2020 : Les Reines du shopping (Spéciale célébrités) (M6) : candidate
- À partir de 2022 : Rénovation surprise, du changement à la maison (Gulli)